# 万年雪

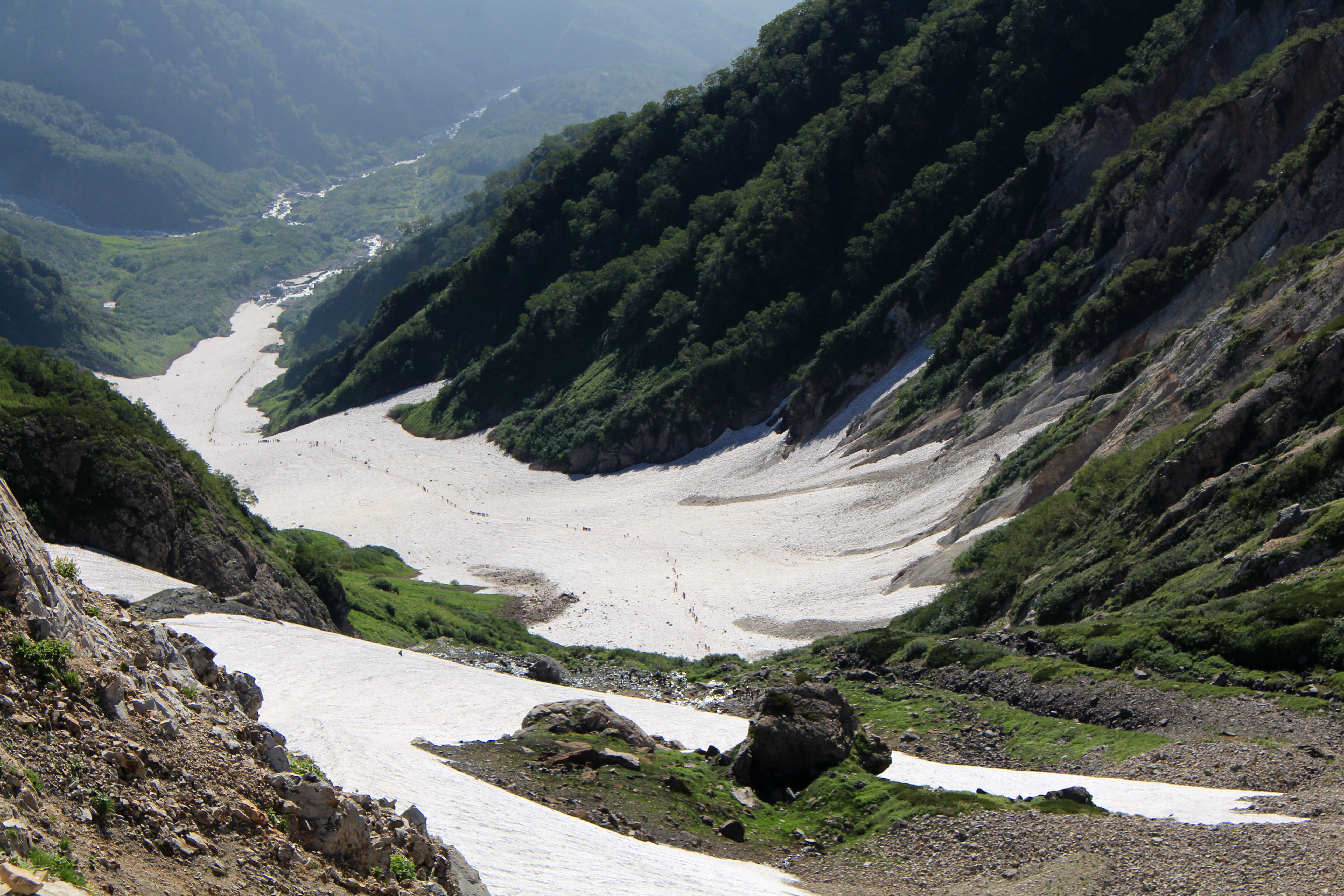
万年雪が形成する雪渓（8月初旬の白馬大雪渓）

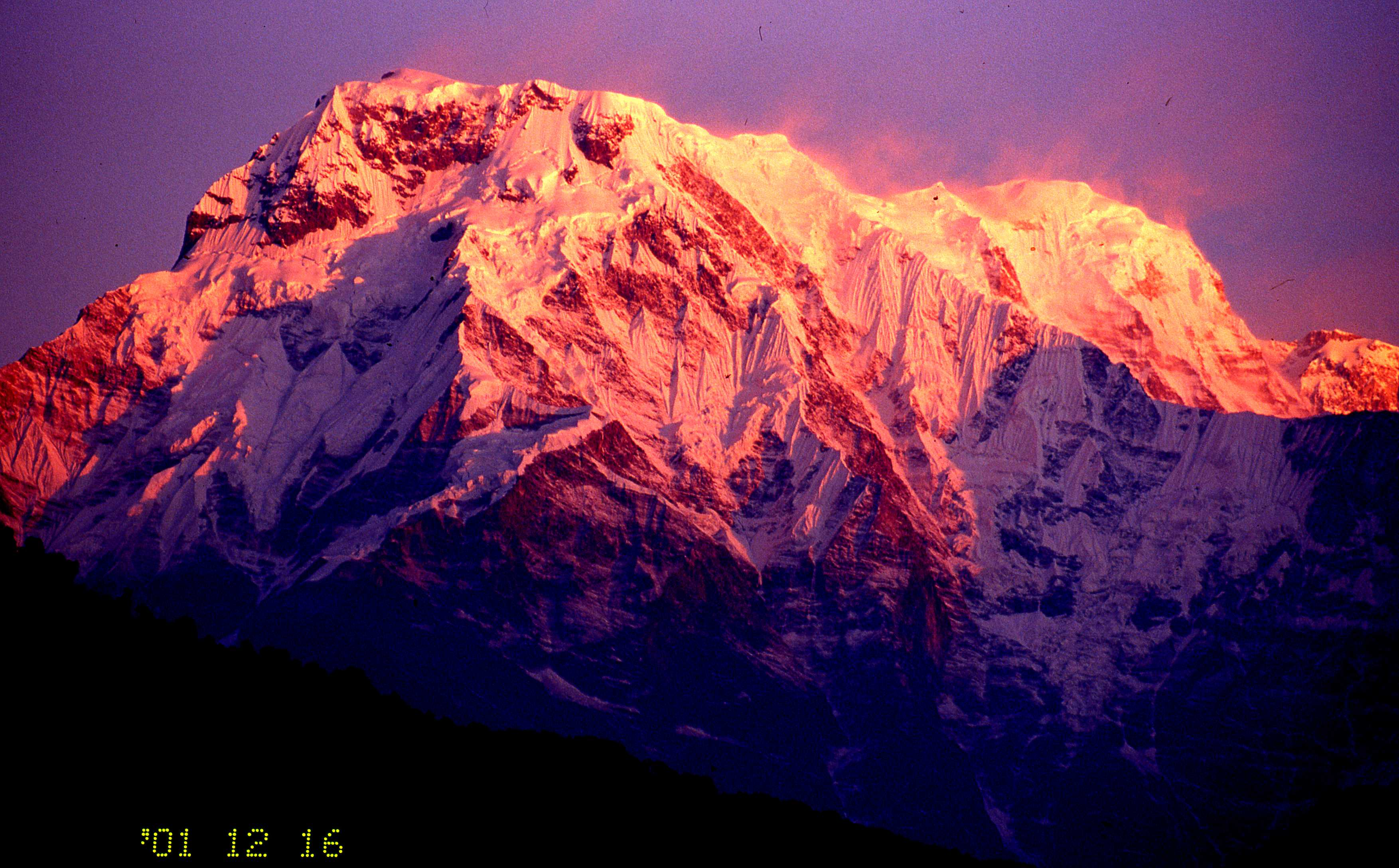
8000m級の山々に見られる万年雪（ヒマラヤ連峰のアンナプルナIII峰）

万年雪（まんねんゆき）、フィルン（ドイツ語: Firn）とは、山岳地帯の谷や斜面に夏期になっても局地的に残っている積雪（雪渓）がそのまま融けずに越年するもの。多年性雪渓ともいう。

## 概要
山岳地帯の谷や斜面には主に地形的な要因から夏期になっても局地的に積雪が残る雪渓がみられ、残雪が融けないまま越年するものを多年性雪渓または万年雪と呼んでいる。ただし「万年雪」と呼ばれているものの多年性雪渓（万年雪）は永続的に存在しているわけではなく長くても数十年である。
雪渓と氷河の異なる点は雪渓は顕著な流動現象を示さない点にある。ただし、雪渓にも氷河と同様に下部に流動する氷体をもつ場合があることが知られている。従来、日本には万年雪はあるものの氷河は存在しないと考えられていたが、2012年以降、飛騨山脈のいくつかの雪渓で氷体が流動していることが確認され氷河と認定された。
日本の地形図では、面積が最小になる9月時点の大きさにより表記される。

## 地球温暖化による影響
氷河と同様、地球温暖化による縮小、消失が進んでいる場所が多い。特に、真夏の気温が0℃近くまで上がる場所では、わずかな気温上昇でも致命的な融解を招く恐れがある。一般に、万年雪は岩石などに比べて色が白いので、アルベド（太陽放射の反射率）が高く、周囲の気温を下げる効果がある。しかし一旦、縮小してしまうと、地表がむき出しになることによってアルベドが低くなり、周囲の気温が押し上げられて、更に融解が促進されるという悪循環（正のフィードバック）に陥ることも懸念されている。
またこれも氷河と同様、万年雪は夏の間、解けることによって、それよりも低い場所に水を供給している。しかし、万年雪がなくなるとそれがなくなるので、周辺の生態系に悪影響を及ぼしたり、水資源の減少を招く恐れもある。

## 万年雪がある日本の山の例
- 大雪山
- 鳥海山
- 月山
- 飯豊山地
- 谷川岳
- 富士山

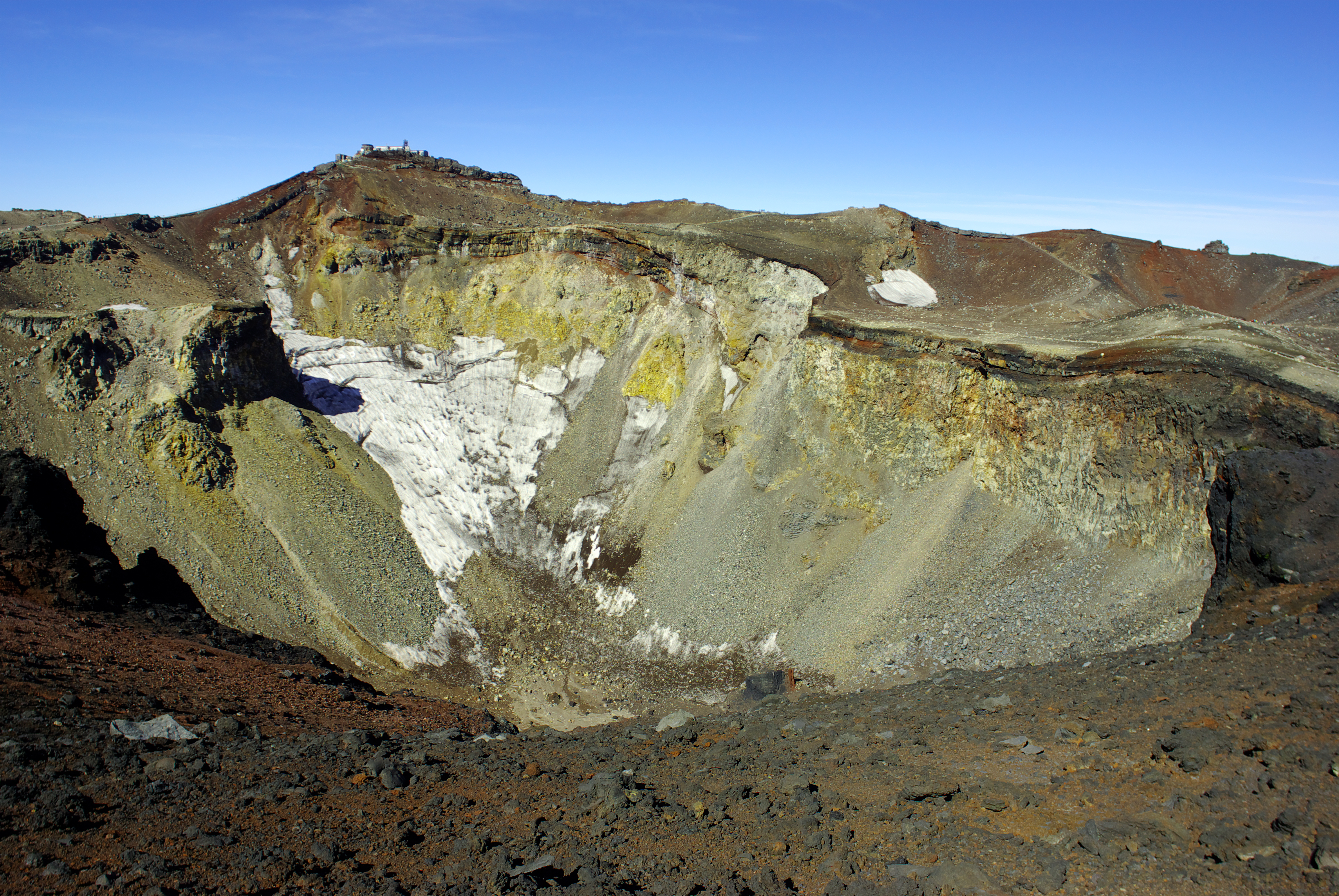
富士山火口と火口内の万年雪（8月下旬）

- 飛騨山脈 - 立山連峰・後立山連峰には、小規模な氷河が現存する。
- 白山
- 大山 (鳥取県)